# Ретешть (Бузеу)
Ретешть, Ретешті (рум. Rătești) — село у повіті Бузеу в Румунії. Входить до складу комуни Берка.
Село розташоване на відстані 104 км на північний схід від Бухареста, 21 км на північний захід від Бузеу, 109 км на захід від Галаца, 90 км на південний схід від Брашова.

## Населення
За даними перепису населення 2002 року у селі проживали 698 осіб, з них 697 осіб (99,9%) румунів. Усі жителі села рідною мовою назвали румунську.